# Saeftinghedok
Het Saeftinghedok, ook Tweede Getijdendok genoemd, is een voorgesteld dok in de Antwerpse haven op de linker Scheldeoever op het grondgebied van de Belgische gemeente Beveren-Kruibeke-Zwijndrecht. Het dok zou via de Beneden-Schelde rechtstreeks (zonder sluizen) in verbinding komen te staan met de Noordzee. Het betekent ook dat het water in het dok onder invloed zou staan van de getijden. Het dok leent haar naam van de nabijgelegen verdronken plaats Saeftinghe (gelegen in het natuurgebied Verdronken Land van Saeftinghe).
Het voorgestelde dok zou een oppervlakte van 1073 hectare krijgen en zou 4100 meter lang en 600 meter breed zijn. De mogelijke aanleg van dit dok is zeer omstreden, omdat hiervoor het polderdorp Doel moet verdwijnen. Sinds het einde van de jaren 90 werkt de Vlaamse regering aan plannen voor het dok.

## Tegenstand
Er zijn verschillende stemmen die betwisten dat het dok een zegen zou zijn voor de regio. Filip Anthuenis (burgemeester van Lokeren), voormalig Oost-Vlaams gouverneur André Denys, Bruno Stevenheydens (voormalig eerste schepen van Beveren), Luc Maes (Open-VLD gemeenteraadslid Beveren) en eresenator Ferdinand De Bondt betwijfelen of de bouw van een nieuw containerdok wel een goed idee is. Zij wijzen op het mobiliteitsprobleem van de Vlaamse wegen en de impact van een nieuw containerdok hierop. Volgens hen moet eerst dit probleem worden aangepakt vooraleer er sprake kan zijn van havenuitbreiding. Ook stelt Filip Anthuenis dat de gronden die worden aangewend voor containertrafiek zeer inefficiënt worden ingezet omdat daar juist de kleinste toegevoegde waarde, de grootste overlast en de minste arbeidsplaatsen gegenereerd worden.
Het Federaal Agentschap voor Nucleaire Controle en Electrabel hebben ook hun bezwaren geuit bij de huidige plannen voor het Saeftinghedok. Er zouden verschillende veiligheidsgebreken bestaan die de veiligheid van de kerncentrale van Doel in gevaar kunnen brengen.
Fernand Huts, CEO van Katoen Natie, betwijfelde in april 2008 ook of er binnen de komende 10 jaar wel behoefte was aan een nieuw containerdok. Volgens hem is er wel degelijk voldoende containercapaciteit beschikbaar om de groei van minstens 10 jaar op te vangen. Hij pleit er ook voor om de havenuitbreiding voor grote megacarriers te laten plaatsvinden in Zeebrugge, omdat de haven van Antwerpen hiervoor ongeschikt is.

## Uitvoering
Om het Saeftinghedok te bouwen dient er een nieuw plan te komen. Het huidige gewestplan, uit 1978, bestemt het gebied voor het nieuwe dok immers als woonzone (Doel) en landbouwgebied. Als het nieuwe plan actief is, kan een stedenbouwkundige vergunning aangevraagd worden. Verschillende pogingen van de Vlaamse regering om het gebied te herbestemmen, sneuvelden voorlopig telkens voor de Raad van State.

### Gewestplanwijziging
In 1998 stelt de Vlaamse regering het plan voor het Deurganckdok, waarbij het gebied rond Doel gewijzigd wordt van woon- en landbouwgebied naar industriegebied. Op 1 juni 1999 stelt de Vlaamse regering de gewestplanwijziging definitief vast zodat er gestart kan worden met de aanleg van het Deurganckdok, maar tegelijkertijd start ze een nieuw planningsproces op waarbij de bestemming van het gebied rond Doel gewijzigd wordt zeehavengebied met een tweede getijdendok (het Saeftinghedok).
Op dat moment zijn er nog geen concrete plannen voor de effectieve bouw van het dok. Eerst wordt immers het Deurganckdok gebouwd (1999-2005). Op 30 juli 2002 schorst de Raad van State de tenuitvoerlegging van het gewijzigde gewestplan. Daardoor geldt in rechte het gewestplan van 1978, dat Doel als woonzone indeelt. Het duurt tot 27 juni 2012 tot de tweede gewestplanwijziging 'ten gronde' wordt vernietigd. Volgens de Vogel- en habitatrichtlijn had er een "passende beoordeling" moeten plaatsvinden over de effecten op het habitatgebied. De Vlaamse Regering en de Haven van Antwerpen verwezen hierbij naar het (project-)MER voor het Deurganckdok. Dit MER handelde echter enkel over het project ten zuiden van de lijn De Bondt en in het MER zelf zei men al dat een apart MER nodig was voor het deel ten noorden van deze lijn. Planningsalternatieven werden dus niet onderzocht en er werd geen enkele 'beoordeling' uitgevoerd voor het noordelijke deel, waardoor de gewestplanwijziging niet anders dan vernietigd kon worden.
Na de schorsing van de gewestplanwijziging in 2002, kondigde minister van ruimtelijke ordening Dirk Van Mechelen al snel aan om een nieuw plan (RUP) te willen opstellen. In 2008 begon de Maatschappij Linkerscheldeoever (MLSO) met de afbraak van verschillende woningen in het woongebied van het dorp Doel, wat als illegaal beoordeeld werd door de Raad van State.

### GRUP
Het nieuwe plan voor Doel liet na de aankondiging van Van Mechelen in 2002 een hele tijd op zich wachten. Op 30 april 2013 werd het Gewestelijk Ruimtelijk Uitvoeringsplan (GRUP) Afbakening Zeehavengebied Antwerpen goedgekeurd.  Deze plannen omvatten het Saeftinghedok en het verdwijnen en compenseren van natuurgebieden in en rond de haven. Voor de grote nieuwe natuurgebieden zouden ook de Doelse gehuchten Ouden Doel, Rapenburg en Saftingen moeten verdwijnen.
Er werd onmiddellijk protest aangetekend door uiteenlopende groepen en verenigingen bij de Raad van State, waaronder Doel 2020, het FANC, Electrabel, gemeente Beveren, gemeente Sint-Gillis-Waas en verschillende landbouwers uit de streek. Enkele maanden later, begin december 2013, schorste de Raad van State het gedeelte van het nieuwe RUP dat de havenuitbreiding op linkeroever bevat, waardoor de uitvoering werd stilgelegd. Er was niet voldoende rekening gehouden met de natuur die zal verdwijnen door de havenuitbreiding, stelde de Raad van State: de ontwikkeling van de nieuwe natuur dient de havenuitbreiding immers expliciet vooraf te gaan. De plannen voor de nieuwe natuurgebieden in de Nieuw-Arenbergpolder en de Prosperpolder werden niet geschorst. Het gaat hier om natuurgebieden die de 'tijdelijke' natuurgebieden Putten Weiden (waar een ontsluitingsweg voor het Saeftinghedok zou komen) en de opgespoten MIDA's ten zuiden van Doel (waar het Saeftinghedok en bijhorende industrie zou komen) zouden moeten vervangen bij de realisatie van het Saeftinghedok en bijhorende industrie en infrastructuur. In het RUP wordt deze bestaande natuur, die 'tijdelijk' voorzien was ter compensatie van het Deurganckdok, 'vervangen' worden door een zilte zone in de Nieuw-Arenbergpolder en een slikke- en schorregebied Prosperpolder Noord. Doordat dit GRUP werd 'gerepareerd' met het Nooddecreet, werd over deze versie van het GRUP nooit een uitspraak ten gronde gedaan.
Om de schorsing te verhelpen werd op 4 april 2014 een nieuw decreet goedgekeurd dat de Vlaamse regering in staat stelt om in te grijpen in een gerechtelijke procedure voor de Raad van State. Zij is nu in staat om de plannen te wijzigen en deze onmiddellijk goed te keuren zonder openbaar onderzoek of andere controle vanuit het middenveld. Gebruik makend van dit nieuw decreet heeft de Vlaamse regering de plannen gewijzigd en goedgekeurd op 24 oktober 2014. Een jaar later wordt echter ook dit aangepaste RUP geschorst door de Raad van State. Om een definitieve uitspraak 'ten gronde' te doen, vraagt de Raad van State advies aan het Europese Hof van Justitie in verband met de Europese Vogel- en Habitatrichtlijnen. Daarnaast worden er opmerkingen geformuleerd dat de Vlaamse Regering niet (voldoende) heeft gemotiveerd waarom de gehuchten in de Doelpolder zouden moeten verdwijnen. De gehuchten zouden immers kunnen blijven door er dijken rond te zetten. Op 22 juli 2016 oordeelde het Europese Hof van Justitie negatief over de natuurcompensaties van het GRUP, waardoor een vernietiging door de Raad van State onafwendbaar werd.

### Complex project
De Vlaamse regering gaf aan een nakende vernietiging van het GRUP door de Raad van State niet af te wachten en een nieuwe procedure op te starten volgens het gloednieuwe (en nog niet geteste) 'complexe projecten'-decreet. De startbeslissing voor het complexe project "Extra containerbehandelingscapaciteit haven Antwerpen" werd genomen op 15 juli 2016.
Op de Antwerpse rechteroever van de Schelde:
Albertdok · Amerikadok · Asiadok · Bevrijdingsdok · Bonapartedok · Churchilldok · Derde Havendok · Eerste Havendok · Graandok · Hansadok · Houtdok · Industriedok · Kanaaldok · 
Kattendijkdok · Kempisch dok · Kooldok · Leopolddok · Lobroekdok · Margueriedok · Marshalldok · Noordschippersdok · Petroleumdok · Sasdok · Schippersdok · Schuildok voor Lichters · Siberiadok · Steendok · Straatsburgdok · Suezdok · Tweede Havendok · Verbindingsdok · Vierde Havendok · Vijfde Havendok · Willemdok · Zesde Havendok · Zuiderdokken
Op de Oost-Vlaamse linkeroever van de Schelde:
Deurganckdok · Doeldok · Noordelijk Insteekdok · Saeftinghedok · Verrebroekdok · Vrasenedok · Waaslandkanaal · Zuidelijk Insteekdok